# Allogny

Allogny este o comună în departamentul Cher, Franța. În 1 ianuarie 2022 avea o populație de 1.130 de locuitori.